# Музей В. И. Даля (Москва)
Музей В. И. Даля — музей, посвященный великому лексикографу Владимиру Ивановичу Далю. Создан в Москве на общественных началах в 1986 году по инициативе ВООПИиК в здании, где В. И. Даль жил и работал до своей смерти. Именно здесь он завершил труд всей жизни: закончил подготовку к изданию Толкового словаря живого великорусского языка (1863—1866).

## История музея
Здание, в котором расположен музей Владимира Ивановича Даля («Дом Даля») — один из старейших деревянных домов Москвы, является памятником истории федерального значения. Особняк был построен в 1780 году князем М. М. Щербатовым, который прожил в нём до своей смерти в 1790 году. Дом пережил пожар 1812 года.
В 1859 году писатель С. Т. Аксаков помогает Далю приобрести дом в собственность. Даль выходит в отставку и переезжает из Нижнего Новгорода с семьёй в Москву. В этом доме Владимир Даль подготовил к изданию первое полное собрание сочинений в восьми томах (1861), сборник «Пословицы русского народа» (1862), завершил труд всей своей жизни — Толковый словарь живого великорусского языка.

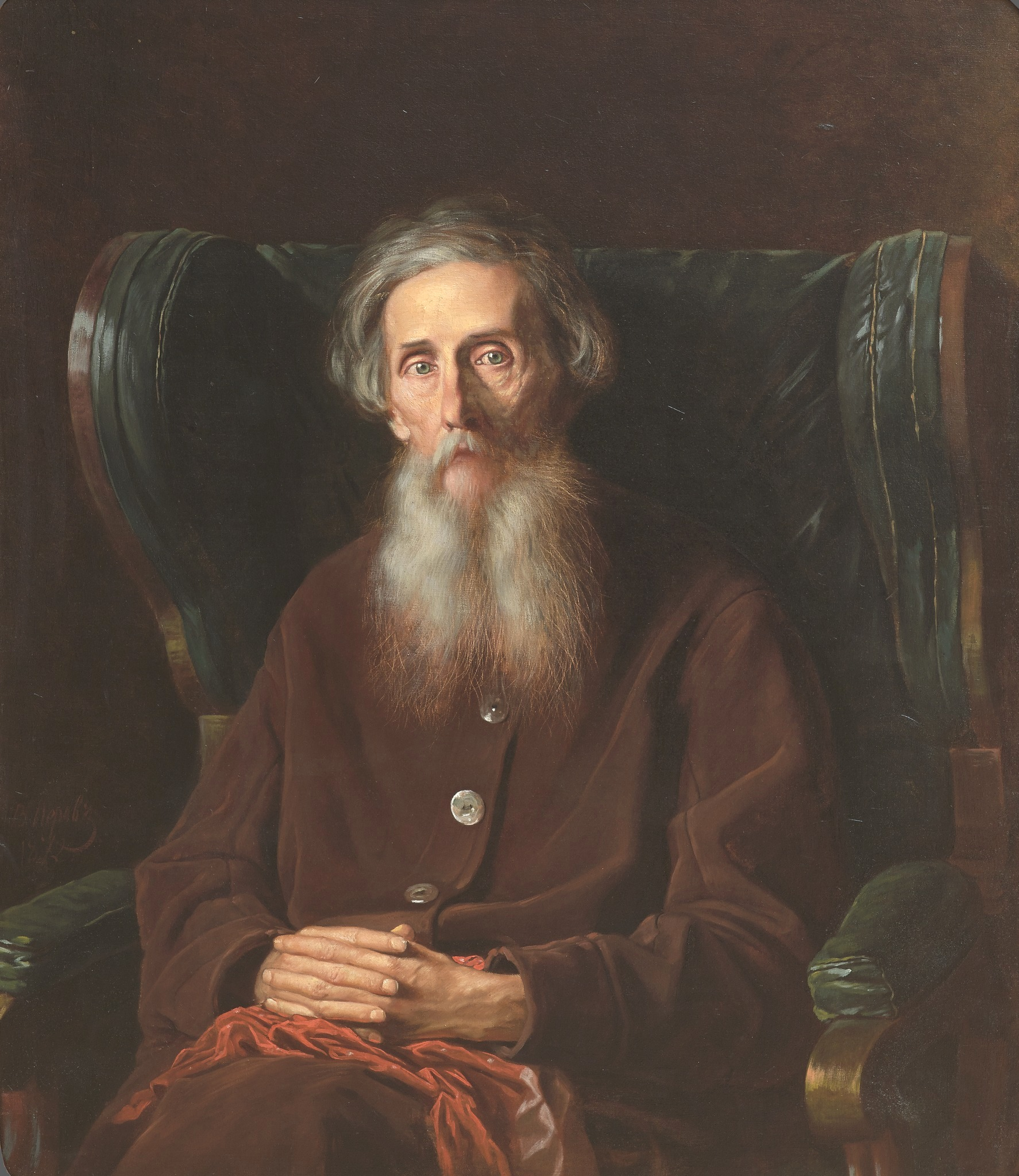
Портрет В. Даля, написанный
В. Г. Перовым в 1872 году
в доме на Большой Грузинской по заказу П. М. Третьякова

Здесь он вел размеренный образ жизни, рано вставал и тут же принимался за работу. Работал в зале, за столом у окна, выходящего в палисадник. До полудня писал не отрываясь. В час дня обедал и независимо от погоды выходил на прогулку, часто прогуливался до Ваганьковского кладбища. Возвратившись, снова садился за работу. Чтобы отдохнуть от тяжелой умственной работы, он иногда мастерил мебель — в доме имелись токарный и слесарный станки. По вечерам не писал, а только вносил исправления, переписывал. В одиннадцать шёл спать.
С 1868 года в доме Даля с женой и шестью детьми три года прожил известный писатель Павел Иванович Мельников, когда оказался в трудном материальном положении после разлада с издателем М. Н. Катковым. Впоследствии он оставил наиболее полные воспоминания о В. И. Дале.
В 1872 году именно в этом доме художник-передвижник Василий Перов пишет свой известный портрет Владимира Даля по заказу П. М. Третьякова. На картине Владимир Иванович запечатлён в кресле в тёплом домашнем халате.
В 1870-е годы, после смерти отца, Лев Даль, академик архитектуры, реконструировал дом, внеся в облик здания элементы русского деревянного зодчества.
Позднее дом был куплен у его дочерей Иваном Сергеевичем Аксаковым для своей племянницы, жены создателя теории химического строения органических веществ А. М. Бутлерова. В 1902—1917 годах дом принадлежал семье Бутлеровых, а в 1920—1924 годах в нём жил профессор, доктор филологических наук, крупный исследователь русского народного стихосложения М. П. Штокмар, затем в доме появились коммунальные квартиры.
К 1960-м годам здание пришло в такое ветхое состояние, что его считали давно утраченным. Министерство геологии СССР, во дворе которого находилось здание, предложило снести дом и построить на его месте музей геологии.
Однако благодаря поисковой деятельности исследователя старой Москвы Виктора Васильевича Сорокина, «Дом Даля» был найден и общественности удалось отстоять здание. В «Литературной газете» было опубликовано письмо академиков С. П. Бархударова, В. В. Виноградова, Н. И. Конрада, доктора исторических наук Э. В. Померанцевой с призывом сохранить дом. За его сохранение выступали известные деятели науки и культуры: П. Д. Барановский, И. Г. Петровский, Д. С. Лихачёв, И. В. Петрянов-Соколов, И. Л. Андронников, Н. С. Тихонов, К. А. Федин, А. А. Пластов и другие.
17 мая 1971 года по решению Мосгорисполкома дом был передан Центральному филателистическому агентству («Союзпечать») и отреставрирован согласно сохранившимся подлинным чертежам 70-х годов XIX века. Здание было поставлено на государственную охрану как памятник истории и архитектуры республиканского значения.
В 1981 году в связи со 180-летием со дня рождения В. И. Даля Главным управлением культуры Мосгорисполкома и решением Краснопресненского райисполкома было дано поручение Краснопресненскому отделению МГО ВООПИиК при поддержке Института русского языка АН СССР и Государственного литературного музея в двух комнатах создать общественный музей В. И. Даля.
Музей открылся для посетителей 12 октября 1986 года. С первых дней существования музея в нём работает всего один сотрудник, в должности директора. Первым директором музея стала Раиса Коломцева — историк-архивист, заслуженный работник культуры РФ.
В 1992 году на доме была установлена охранно-мемориальная доска с информацией о пребывании здесь в 1859—1872 годах В. И. Даля.
27 июня 2001 года Мосгордума утвердила перечень предложений о возведении произведений монументально-декоративного искусства городского значения, согласно пункту 90 которого предлагалось установить памятник великому русскому лексикографу перед главным фасадом «Дома Даля». В 2006 году ВООПИиК совместно c музеем В. И. Даля обратился к Председателю Комитета по монументальному искусству г. Москвы за финансовой помощью для реализации проекта по установке бюста В. И. Даля. К концу 2018 года памятник у музея не установлен.
16 октября 2001 года, к 200-летию со дня рождения писателя, была выпущена почтовая марка России, на которой, помимо портрета работы В. Г. Перова, изображён московский дом Даля.
В начале 2000-х годов в связи с болезнью директора, музей закрылся для посетителей, а ИТЦ «Марка», владелец здания, использовал помещение музея для своих нужд. Благодаря проведенному в музее заседанию Общества любителей русской словесности, посвященному судьбе музея, организованному научным секретарём ОЛРС Раисе Николаевне Клеймёновой с участием СМИ, существование музея Даля было продлено.
C 2005 по 2011 год директором музея являлась Р. Н. Клеймёнова (1940—2011). Работа велась на голом энтузиазме, как и организация заседаний ОЛРС. 4 октября 2010 года, в день памяти В. И. Даля, в музее была представлена книга «Владимир Даль в счастливом доме на Пресне». В сборник вошли статьи об истории борьбы за дом Даля, в котором он прожил последние 13 лет своей жизни, а также статьи о Дале как фольклористе и писателе, о его предках и потомках.
В декабре 2016 года на совместном заседании Совета при президенте РФ по культуре и искусству и Совета при президенте РФ по русскому языку председатель центрального совета ВООПИиК Галина Маланичева обратилась к Владимиру Путину с просьбой помочь в сохранении музея Даля, угрозой которому стал истекший договор аренды:
Мы два года бьемся, чтобы заключить его, чтобы не выбросили этот музей на улицу, один единственный музей, тем более, работающий на общественных началах. Я хочу попросить вашей помощи, чтобы нам этот музей спасти, чтобы понудить людей с нами заключить договор, я с вашего позволения передам письмо по этому поводу. Спасибо.

— Хорошо, давайте посмотрим. Конечно, постараемся помочь с музеем, — сказал Владимир Путин.
В настоящее время владельцем здания является акционерное общество «Марка», поддерживающее его за свои средства в хорошем состоянии.
По состоянию на ноябрь 2018 года музей работает (посещение возможно по предварительной договоренности), проводит экскурсии, организует выставки.
ВООПИиК продолжает бороться за сохранение коллекций музея и привлечение внимания общественности к этой проблеме, о чём заявлено на официальном сайте общества.

## Экспозиция музея
Музей В. И. Даля занимает две комнаты в доме.
Экспозиция музея состоит из стендов, посвященных основным датам жизни и деятельности Владимира Ивановича Даля: музею в Луганске — дому, где он родился, местам, где он работал, его достижениям в различных видах деятельности.
В экспозиции представлены альбом из библиотеки В. И. Даля, прижизненное и другие издания Словаря В. И. Даля, сборник «Пословицы русского народа», полное собрание сочинений писателя в 10-ти томах (1898 г.), фотографии и рисунки, подаренные музею правнучкой В. И. Даля Ольгой Станишевой (1903—1985).
Особое место в экспозиции занимает раздел, рассказывающий о спасении «Дома Даля» от сноса в 1960-70-е годы.

## Дополнительные сведения
- Музей на сайте «Музеи России»
- Музей В. И. Даля на сайте ВООПИиК
- Музей В. И. Даля на сайте МГОУ
- Дом, где жил и работал Даль